# Tetebius
Tetebius is een geslacht van hooiwagens uit de familie Samoidae.
De wetenschappelijke naam Tetebius is voor het eerst geldig gepubliceerd door Roewer in 1949. 

## Soorten
Tetebius is monotypisch en omvat slechts de volgende soort:
- Tetebius latibunus